# Ctenophora tricolor
Ctenophora tricolor är en tvåvingeart som beskrevs av Friedrich Hermann Loew 1869. Ctenophora tricolor ingår i släktet Ctenophora och familjen storharkrankar. Inga underarter finns listade i Catalogue of Life.